# Фетино
Фетино — посёлок в Ефимовском городском поселении Бокситогорского района Ленинградской области.

## История
В начале XX века посёлок административно относился к Соминской волости 1-го земского участка 3-го стана Устюженского уезда Новгородской губернии.

ФЕТИНО — разъезд на 266 версте Сев. ж.д. и при нём посёлок МПС и Швахгейма (полустанок и выселок), число дворов — 6, число домов — 6, число жителей: 21 м. п., 17 ж. п.; Занятие жителей: ж.д. служба, лесные заработки. Колодец. Ж.д. полустанок, при нём телеграф, мелочная и чайная лавки . (1910 год)

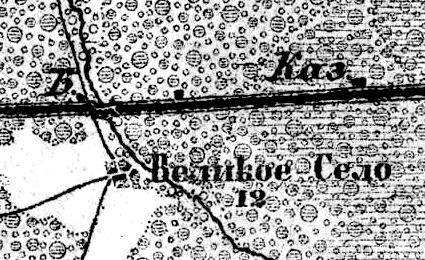
Земли посёлка Фетино на карте 1917 года

Согласно карте Новгородской губернии 1917 года на месте современного посёлка располагались железнодорожные казармы.
Согласно карте Ленинградской области Северо-западного аэрогеодезического треста ГГУ издания 1932 года на месте современного посёлка находился разъезд Фетино и железнодорожные казармы.
Посёлок Фетино учитывается областными административными данными с 1 января 1938 года в Великосельском сельсовете Ефимовского района.
С 1954 года в составе Ефимовского сельсовета.
С 1965 года в составе Бокситогорского района.
По данным 1966, 1973 и 1990 годов посёлок Фетино входил в состав Ефимовского сельсовета Бокситогорского района.
В 1997 году в посёлке Фетино Ефимовской волости проживали 2 человека, в 2002 году — постоянного населения не было.
В 2007, 2010, 2015 и 2016 годах в посёлке Фетино Ефимовского ГП проживал 1 человек.

## География
Посёлок расположен в центральной части района к востоку от автодороги Ефимовский — Великое Село, у железнодорожной платформы Фетино на линии Волховстрой I — Кошта.
Расстояние до административного центра поселения — 9 км.

## Демография
| 1997 | 2002 | 2007 | 2010 | 2017 |
| ---- | ---- | ---- | ---- | ---- |
| 2    | ↘0   | ↗1   | →1   | →1   |

### Национальный состав
Согласно данным Всероссийской переписи населения 2021 года в посёлке проживали 3 человека, все русские.